# Samtgemeinde Apensen
La comunità amministrativa di Apensen (Samtgemeinde Apensen) si trova nel circondario di Stade nella Bassa Sassonia, in Germania.

## Suddivisione
Comprende 3 comuni:
1. Apensen
2. Beckdorf
3. Sauensiek

Il capoluogo è Apensen.